# 27 juillet 1987
Le lundi 27 juillet 1987 est le 208e jour de l'année 1987.

## Naissances
- Baptiste Chapellan, golfeur français
- Boris Steimetz, nageur français
- David Cubillán, joueur de basket-ball vénézuélien
- Diogo Tavares, footballeur portugais
- Frédéric Bong, footballeur camerounais
- Hripsime Khurshudyan, haltérophile arménienne
- Jean-Baptiste Lafarge, acteur français
- Jordan Hill, joueur de basket-ball américain
- Julian Nagelsmann, entraîneur de football
- Julien Bérard, coureur cycliste français
- Marco Pichlmayer, spécialiste autrichien du combiné nordique
- Marek Hamšík, joueur de football slovaque
- Maxime Musqua, humoriste, acteur et podcasteur français
- Preston Guilmet,  lanceur de relève américain
- Risa Yoshiki, modèle glamour, actrice, célébrité, et chanteuse au Japon
- Thomas Enevoldsen, footballeur danois
- Issam Aattouchi, marocain

## Décès
- George Gulack (né le 12 mai 1905), gymnaste letton
- Jan Mikusiński (né le 3 avril 1913), mathématicien polonais
- Mario Baldi (né le 7 avril 1903), footballeur italien
- Sálim Ali (né le 12 novembre 1896), personnalité politique indienne

## Événements
- Découverte des astéroïdes (39516) Lusigny, (4943) Lac d'Orient, (6035) Citlaltépetl et (6065) Chesneau
- Sortie de l'album Within the Realm of a Dying Sun